# Werner Felfe
Werner Felfe, né le 4 janvier 1928 à Großröhrsdorf et mort le 7 septembre 1988 à Berlin-Est ou près de Strasburg, est un homme politique, secrétaire du comité central du Parti socialiste unifié d'Allemagne, et haut-fonctionnaire de la République démocratique allemande.

## Biographie
Il est le fils d'un ouvrier mécanicien du district de Bischofswerda. Diplômé d'une école de commerce, il effectue un apprentissage de commercial de 1942 à 1945, puis travaille comme commis commercial.
Il rejoint le Parti communiste d'Allemagne en 1945 et devient membre du parti SED après la fusion forcée du SPD et du KPD. En 1946, il rejoint la Jeunesse libre allemande (FDJ) nouvellement créée. Il est ensuite membre de plusieurs directions de district du SED. Il suit des cours à l'école du parti en 1953. Jusqu'en 1957, il est deuxième secrétaire du Conseil central de la FDJ. De 1954 à 1958, il est président du comité des jeunes de la Volkskammer, de 1954 à 1963 candidat puis membre du Comité central (ZK) du SED.
De 1963 à 1965, il étudie à l'Institut industriel de l'Université technique de Dresde, où il obtient le diplôme d'ingénieur industriel. Il est ensuite nommé chef adjoint du département de l'agitation et de la propagande au Comité central du SED.

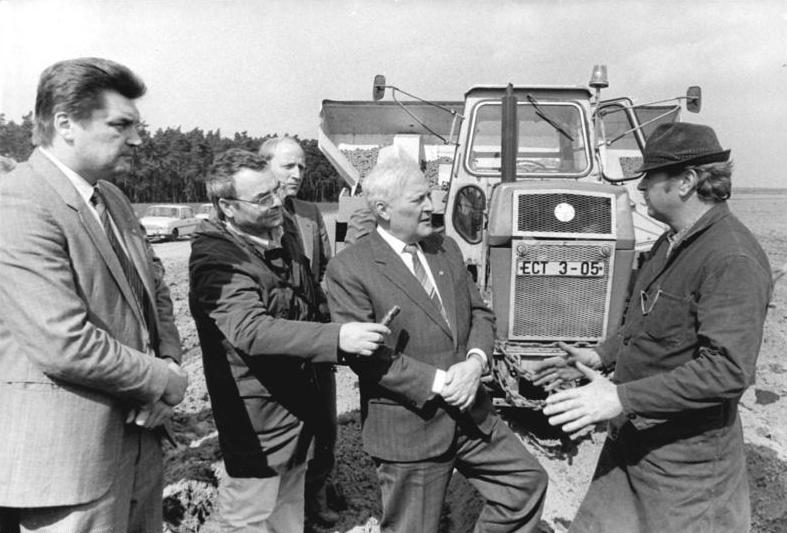
Felfe s'informe sur les travaux de printemps dans les champs du district de Francfort (Oder), 1988.

À partir de 1971, il est à nouveau membre de la Chambre du peuple. En 1976, il est membre du Politburo du Comité central du SED et du Conseil de la défense nationale. En tant que secrétaire du Comité central de l'agriculture du SED, à partir de 1981, et successeur de Gerhard Grüneberg, il initie un changement de cap dans l'agriculture pour abolir la séparation entre productions animales et végétales, réduire la bureaucratie et économiser les ressources. Il se déplace dans divers pays socialistes à l'étranger, en 1985 et 1987 également en République fédérale d'Allemagne où il rencontre le ministre de la Chancellerie Wolfgang Schäuble et le ministre de l'Agriculture Ignaz Kiechle ainsi que son prédécesseur Josef Ertl. En 1981, il est membre du Conseil d'État de la RDA.
Après avoir mis en garde dans une déclaration publique en 1984 contre « le renforcement des forces revanchardes » en République fédérale d'Allemagne, paraît en août 1988 dans le magazine d'information ouest-allemand Der Spiegel un article spéculant sur les successeurs possibles d'Erich Honecker. La date du changement est supposée être à l'automne 1989, soit le 40e anniversaire de la fondation de la RDA. Outre Egon Krenz, Siegfried Lorenz et Günter Schabowski, Werner Felfe est aussi mentionné dans l'article comme possible successeur de Honecker. Felfe est cité dans l'article : « La perestroïka politique ne doit pas s'arrêter à la porte de la RDA. »
Moins d'un mois après la parution de l'article, Werner Felfe meurt d'une insuffisance cardiaque aiguë à l'âge de 60 ans - selon des informations officielles à Berlin-Est, selon une autre source près de Strasburg lors d'une partie de chasse,. Son urne est enterrée au mémorial des socialistes au cimetière central Friedrichsfelde à Berlin-Lichtenberg.

## Distinctions
- Ordre patriotique du mérite en or (1974)
- Ordre Karl Marx (1978)
- Héros du travail
- Président (1987) et Dr. agr.hc de l' Académie des sciences agricoles de la RDA (1988)